# Ernemann Sander

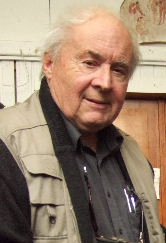
Ernemann Sander (2007)

Ernst Hermann (Ernemann) Friedrich Sander (* 18. April 1925 in Leipzig; † 21. Dezember 2020 in Bad Godesberg) war ein deutscher Bildhauer.

## Leben
1941 begann Ernemann Sander das Studium an der Hochschule für Baukunst und Bildende Künste in Weimar. Sein Lehrer war vorzugsweise der Tierzeichner Walther Klemm. Zwei Jahre später wurde er zum Arbeitsdienst und zur Wehrmacht einberufen. Während des Krieges, 1944, fand Sanders erste Einzelausstellung im Jenaer Kunstverein statt.
Nach der Entlassung aus amerikanischer Kriegsgefangenschaft nahm Ernemann Sander 1947 sein Studium an der Weimarer Hochschule wieder auf. Im selben Jahr musste er das Studium abbrechen. Anschließend war er als freischaffender Künstler tätig. 1948 wurde Sander zum Vorsitzenden der Gruppe des Verbandes Bildender Künstler in Jena gewählt, die zu diesem Zeitpunkt noch „Sparte 17“ im Gewerkschaftsbund hieß. 1949 publizierte der Greifenverlag Rudolstadt eine Mappe mit 10 Aktzeichnungen Sanders (Lithografien, von ihm selbst von Rötelblättern abgezogen und handsigniert; Mappe 37 × 26 cm).
Nachdem Sanders Eltern 1951 nach West-Berlin gegangen waren, folgte er ihnen mit Frau und Kind zwei Jahre später. 1955 ging die Familie nach Bonn, wo Sander im Florentiusgraben ein bescheidenes Atelier hatte. Von 1957 bis 1983 war er Vorsitzender der Künstlergruppe Bonn. Ab 1963/64 wohnte und arbeitete Ernemann Sander in Königswinter-Oberdollendorf.  Zuletzt lebte er in einem Seniorenheim im Bonner Stadtteil Bad Godesberg, in dem er im Dezember 2020 im Alter von 95 Jahren an den Folgen einer Erkrankung an COVID-19 starb.
Seine Arbeiten findet man in Bad Hersfeld, Bad Honnef, Bad Oeynhausen, Bergheim, Bergisch Gladbach, Berlin, Bonn, Cleethorpes, Fulda, Jena, Köln, Königswinter, Lünen, Montabaur, Pforzheim, Renchen, Wesseling und Worms.

## Ausstellungen (unvollständig)
- 1944 Kunstverein Jena
- 1948: Zwickau, Städtisches Museum („Schau der Jüngsten. Maler, Graphiker, Bildhauer“)
- 1955 Galerie Wasmuth (Berlin)
- 1964 Städt. Galerie Schloss Oberhausen, Schlossmuseum Fulda
- 1964 und 1968 Baukunst Köln
- 1968 Rheinisches Landesmuseum Bonn
- 1974 Kreismuseum Zons
- 1977 Schelmenturm (Monheim)|, Kurfürstliches Gärtnerhaus (Bonn)
- 1979 Galerie der Künstler (Braunschweig)
- 1982 Kunstverein Frechen, Kunstverein Bonn
- 1986 und 1990 Kunsthaus Bühler (Stuttgart)
- 1987 Galerie der Stadt Wesseling
- 1990 Ochsenzug, Lünen
- 1991 Galerie Boisserée (Köln), Rathaus Galerie (Euskirchen)
- 1993 Romantikerhaus (Jena)
- 1995 Brückenhofmuseum (Königswinter-Oberdollendorf)
- 1997 Haus an der Redoute (Bonn)
- 2005 Siebengebirgsmuseum (Königswinter)
- 2009 Galerie 7kunst (Quedlinburg)
- 2010/2011 Brückenhofmuseum (Königswinter-Oberdollendorf)
- 2012/2013 Siebengebirgsmuseum (Königswinter)
- 2015/2016 Heimatmuseum Beuel (Bonn-Beuel)
- 2021 Brückenhofmuseum (Königswinter-Oberdollendorf)

## Auszeichnungen
- 1967: Europäischer Kulturpreis Ardennen-Eifel[3]
- 1996: August-Macke-Medaille der Stadt Bonn[3]

## Werke (Auswahl)
- Karte mit allen Koordinaten der Werke Ernemann Sanders:
- OSM |
- WikiMap

| Entstehungsjahr | Gemeinde Ortsteil                            | Adresse                                                       | Bild           | Objekt                                                                | Anmerkungen                                                                           |
| --------------- | -------------------------------------------- | ------------------------------------------------------------- | -------------- | --------------------------------------------------------------------- | ------------------------------------------------------------------------------------- |
| 1958            | Stadt Bonn Ortsteil Tannenbusch              | Görlitzer Straße (Rückseite Haus Nr. 3)                       |                | Zwei Kraniche:Anlage 1, S. 7                                          |                                                                                       |
| 1959            | Stadt Bonn Ortsteil Nordstadt                | Adolfstraße (Seiteneingang an der Vorgebirgsstraße) Lage      | weitere Bilder | Wettschwimmen, Steinrelief (Auftraggeber: Stadt Bonn)                 |                                                                                       |
| 1962            | Stadt Bonn Ortsteil Tannenbusch              | Hohe Straße 11 Lage                                           | weitere Bilder | Tierpfeiler:Anlage 1, S. 7                                            | Standort: Elsa-Brändström-Schule/Paulusschule:Anlage 1, S. 7                          |
| 1962            | Stadt Bonn Ortsteil Bonn-Zentrum             | Brassertufer Lage                                             | weitere Bilder | Husarenrelief:Anlage 1, S. 7                                          | Standort: Alter Zoll                                                                  |
| 1965/1985       | Stadt Bonn Ortsteil Weststadt                | Colmantstraße 16 Lage                                         | weitere Bilder | Die Badende                                                           | Standort: Skulpturenhof des Rheinischen Landesmuseums Bonn (seit 2001)                |
| 1971            | Stadt Bonn Ortsteil Heiderhof                | Weißdornweg 49–51 Lage                                        | weitere Bilder | Hetzender Hund (Auftraggeber: GAGFAH):112                             | Material: Bronze:112                                                                  |
| 1972            | Stadt Königswinter Ortsteil Niederdollendorf | Friedenstraße 29 Lage                                         |                | Bronzerelief Vertreibung aus dem Paradies in der evangelischen Kirche | am Grundstein in der Eingangshalle                                                    |
| 1972/1973       | Stadt Bergheim Stadtteil Quadrath-Ichendorf  | Köln-Aachener Straße/Kammerstraße Lage                        | weitere Bilder | Hengstskulptur Oleander                                               | unter Denkmalschutz                                                                   |
| 1972–1976       | Stadt Bonn Ortsteil Bonn-Zentrum             | Dreieck Lage                                                  | weitere Bilder | Grazienbrunnen (Auftraggeber: Stadt Bonn):92                          |                                                                                       |
| 1978            | Stadt Königswinter Ortsteil Niederdollendorf | Rheinufer                                                     | weitere Bilder | Pelikan                                                               | Bronzeplastik                                                                         |
| 1980            | Stadt Bad Honnef                             | Hauptstraße/Kirchstraße Lage                                  | weitere Bilder | Tierbrunnen                                                           | 2016 runderneuert                                                                     |
| 1980            | Stadt Königswinter                           | Kellerstraße 16                                               |                | Großer Hund                                                           | Standort: Siebengebirgsmuseum (Außengelände); Abguss seit 1984 in Hannover            |
| 1980            | Stadt Königswinter Ortsteil Oberpleis        | Dollendorfer Straße 64                                        | weitere Bilder | Archimedes                                                            | Standort: Schulzentrum Oberpleis                                                      |
| 1982/1983       | Stadt Bonn Ortsteil Bonn-Zentrum             | Martinsplatz Lage                                             | weitere Bilder | 4 Reliefs mit der Geschichte des hl. Martin:Anlage 1, S. 7            | Standort: an Stiftsmauer:Anlage 1, S. 7                                               |
| 1984            | Stadt Königswinter                           | Rheinallee Lage                                               | weitere Bilder | Eselsbrunnen                                                          |                                                                                       |
| 1985            | Stadt Montabaur                              | Konrad-Adenauer-Platz                                         |                | Schusterjunge                                                         | Bronzestatue (mit beweglichem rechten Unterarm)                                       |
| 1987/1988       | Stadt Bonn Ortsteil Beuel-Mitte              | Wagnergasse 2 Lage                                            |                | Wäscherinnenbrunnen (Auftraggeber: Volksbank Bonn):141 f.             | Material: Bronze:141; Standort: Heimatmuseum Beuel, ursprünglich Hermannstraße 40:141 |
| 1991            | Stadt Königswinter Ortsteil Oberdollendorf   | Cäsariusstraße/Heisterbacher Straße (Leo-Tendler-Anlage) Lage | weitere Bilder | Caesarius-Denkmal                                                     | Bronzestatue                                                                          |
| 1993            | Stadt Bonn Ortsteil Oberkassel               | Theresienau 20 Lage                                           | weitere Bilder | Aus der Quelle schöpfen:Anlage 1, S. 7                                | Standort: vor evgl. Altenwohnheim:Anlage 1, S. 7                                      |
| 2000            | Stadt Königswinter Ortsteil Oberdollendorf   | Lage                                                          | weitere Bilder | Mariensäule                                                           |                                                                                       |
| 2006            | Stadt Königswinter Kloster Heisterbach       | Heisterbacher Straße                                          | weitere Bilder | Schutzmantelmadonna                                                   | Material: Bronze                                                                      |
| 2009/2010       | Stadt Bonn Ortsteil Alt-Godesberg            | Aennchenplatz 2 Lage                                          | weitere Bilder | Relief von Aennchen Schumacher:Anlage 1, S. 7                         | Material: Bronze; Standort: Gasthof „Zur Lindenwirtin Aennchen“                       |
| 2010            | Stadt Königswinter Ortsteil Oberdollendorf   | Kellerberger Winzerweg Lage                                   | weitere Bilder | Traubenernte                                                          | Material: Bronze; Standort: Kellerberger Winzerweg                                    |